# Psychoda nolana
Psychoda nolana är en tvåvingeart som beskrevs av Quate 1967. Psychoda nolana ingår i släktet Psychoda och familjen fjärilsmyggor. Inga underarter finns listade i Catalogue of Life.